# Divna Veković

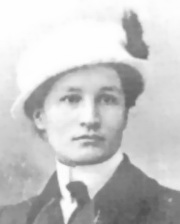
Divna Veković (um 1920)

Divna Veković (serbokroatisch-kyrillisch Дивна Вековић; * 1886 in Lužac (Лужац) Gemeinde Berane, Fürstentum Montenegro; † 1944 in Zidani Most, Jugoslawien) war eine jugoslawische Ärztin sowie Autorin und Übersetzerin. Sie gilt als erste Ärztin montenegrinischer Abstammung.

## Leben
Divna Vekovićs Eltern waren Tole und Urosa Veković. Divna besuchte die Schule des Đurđevi-Stupovi-Klosters und Höhere Mädchenschulen in Skopje und Cetinje. Mit einem Stipendium des Kaiserin-Maria-Instituts konnte Veković nach Frankreich gehen. Dort absolvierte sie die Hebammenschule in Amiens. An der Sorbonne studierte Veković Medizin und erhielt eine zweijährige Ausbildung in Zahnmedizin.
Im Ersten Weltkrieg war Veković für das Rote Kreuz an der Salonikifront tätig. Sie organisierte zahlreiche humanitäre Kampagnen, um  Nahrungsmittel, Hilfsgüter und Medikamente zu entsenden. König Peter I. von Serbien zeichnete sie mit dem Orden des Karađorđe-Sterns mit Schwertern aus.
Neben ihrer Tätigkeit als Ärztin übersetzte Veković als Erste das 1847 erschienene montenegrinische Nationalepos Gorski Vijenac ins Französische. König Nikola verehrte ihr dafür eine wertvolle Brosche mit dem Bildnis des Autors. Sie übersetzte auch die Werke des Kinderarztes und Dichters Jovan Jovanović Zmaj (1833–1904) und Märchen und Sagen von Vuk Stefanović Karadžić (1787–1864). Als Autorin verfasste sie eine Reihe von Wörterbüchern, die in Paris und Belgrad erschienen. Für ihre sprachwissenschaftlichen Arbeiten wurde Veković mit dem Kreuz der Ehrenlegion ausgezeichnet. Sie veröffentlichte auch ethnologische Arbeiten. Neben Serbisch und Französisch sprach sie auch Italienisch, Englisch und Russisch.
Im Jahr 1926 wurde Veković an der Universität Belgrad mit einer Arbeit über Gefäßchirurgie promoviert. Sie unterrichtete auch am Gymnasium in Berane.
Im Zweiten Weltkrieg war Veković im Gesundheitswesen tätig und engagierte sich erneut humanitär. Bei Verhandlungen kamen ihr ihre Sprachkenntnisse zugute.
Divna Veković starb am Ende des Krieges unter nie geklärten Umständen. Es heißt, dass sie als Anhängerin der monarchistischen Seite bei Zidani Most von Partisanen getötet und in die Save geworfen worden sei.
Das Kloster Đurđevi Stupovi führt in ihrem Namen Armenspeisungen durch.

## Werke (Auswahl)
- «Крвни умир». Dissertation Belgrad 1926, 1931.
- «Француска граматика». (Grammaire franco-serbe). Paris 1916.
- «Српско-француски разговори». – Manuel de conversation serbe-français. Rodstein, Paris 1916.
- Dictionnaire serbe-français (avec prononciation figurée). Rodstein, Paris 1917.
- «Француско-српски речник». – Dictionnaire français-serbe. Rodstein, Paris ohne Jahr.
- «Француско-српски речник. награђен од стране Француске Академије наука». (Francusko-srpski rečnik) Геца Кон, Belgrad 1924.
- «Српско-француски речник. награђен од стране Француске академије наука». Геца Кон, Belgrad 1924.
- Francuski učitelj za jugoslovenske iseljenike u Francuskoj. – Guide de la langue française pour les Yougoslaves (conversation et grammaire). Les Éditions internationales, Paris 1937.
- Vie et coutumes du peuple serbe. In: Ethnographie. No. 17/18 (1928), S. 9–29.
- Costume national de la Tzrna Gora de Skoplyé. Société d'ethnographie de Paris, Paris 1936.

Übersetzungen
- Pierre II Pétrovitch-Niegoch: Les Lauriers de la Montagne (Gorski Viyénatz). Berger-Levrault, Paris 1917.

Herausgeberin
- Vuk Stefanović Karadžić: Contes populaires serbes. Recueillis d'après Vouk Karadjitch par Divna Vékovitch, avec la collaboration de M. Ginier. Editions Internationales, Paris 1934.